# اتحاد صناعة الموسيقى الإيطالية
اتحاد صناعة الموسيقى الإيطالية (بالإيطالية: Federazione Industria Musicale Italiana)‏ وتسمى اختصاراً FIMI هي منظمة تقوم بمراقبة أحداث التسجيلات في إيطاليا، تأسست في سنة 1992، وتقوم إسبوعياً بعرض أفضل التسجيلات من الأغاني والألبومات الموسيقية حسب عدد المبيعات والمشاهدة على مواقع التواصل الاجتماعي.

## وصلات خارجية
- الموقع الرسمي